# Judith Miller
Judith Miller (2 de enero de 1948) es una periodista y escritora estadounidense. 
Trabajó en la oficina de Washington D. C. del periódico The New York Times, donde se vio envuelta en una controversia después de su cobertura sobre el programa de armas de destrucción masiva (ADM) de Irak, tanto antes como después de la invasión de 2003, se descubriera que se había basado en información defectuosa, en particular, en las historias de Ahmed Chalabi.
Una serie de historias que escribió mientras trabajaba para The New York Times se consideran inexactas por su empleador. De acuerdo con el comentarista Ken Silverstein, los informes de Miller sobre Irak "terminaron con eficacia su carrera como periodista respetable." Judith escribió una nota el 3 de abril de 2015 en The Wall Street Journal, en la que manifestó que su artículo del Times era en realidad falso, y que ella se había basado en las fuentes que había utilizado en numerosas ocasiones en el pasado, incluyendo información que sirvió para un artículo que había ganado un premio Pulitzer. Y ella dijo, además, que los responsables políticos y analistas de inteligencia habían confiado en la misma fuente que ella, y que en ese momento había un amplio consenso de que Irak tenía arsenales de armas de destrucción masiva.
Miller fue involucrada más tarde en el caso Plame, en el que el estado de Valerie Plame como miembro de la Agencia Central de Inteligencia se hizo ampliamente conocido. Cuando se le preguntó por citar sus fuentes, Miller invocó el privilegio del reportero y se negó a revelar sus fuentes de filtración en la CIA. Miller se retiró de su trabajo en The New York Times en noviembre de 2005. Más tarde, fue colaboradora de Fox News Channel y miembro del conservador Instituto Manhattan. 
Es miembro del Consejo de Relaciones Exteriores. El 29 de diciembre de 2010, numerosos medios de comunicación informaron de que había firmado como escritora contribuyente de la revista conservadora Newsmax.

## Primeros años y educación
Nacida en la ciudad de Nueva York, de padre judío y de madre católica irlandesa, Judith Miller creció en Miami y Los Ángeles, donde se graduó en el Hollywood High School. Su padre, Bill Miller, era el dueño de un club nocturno en Nueva Jersey, y más tarde en Las Vegas. Su hermana Susan tiene un grado en fotografía en el Instituto de Arte de San Francisco. Su medio hermano Jimmy Miller fue un productor de discos durante la década de 1960 y principios de los 1970, trabajando en apoyo de The Rolling Stones, Traffic, The Spencer Davis Group y Delaney and Bonnie, entre otros.
Asistió a la Universidad Estatal de Ohio, donde fue miembro de la hermandad Kappa Alpha Theta. Se graduó en el Barnard College en 1969 y recibió una maestría en Asuntos Públicos de la Escuela Woodrow Wilson de Asuntos Públicos e Internacionales de la Universidad de Princeton. En 1971, mientras estaba en Princeton, Miller viajó a Jerusalén para investigar un documento. Ella se fascinó con la disputa entre israelíes y palestinos, y pasó el resto del verano viajando por primera vez a Egipto, Jordania y Líbano. En 1993, se casó con Jason Epstein, un redactor y editor.

## EnThe New York Times: Inicios
Durante la gestión de Miller en el periódico The New York Times, fue miembro del equipo que ganó el Premio Pulitzer por motivos de informes, por su cobertura del terrorismo global del 2001 antes y después de los atentados del 11 de septiembre de 2001. Ella y James Risen recibieron el premio y uno de los artículos citados apareció debajo de su línea de fondo.

### Víctima del ataque con carbunco
El 12 de octubre de 2001, Miller abrió una carta contaminada con carbunco, enviada por correo a su oficina de The Nueva York Times. Los ataques con carbunco en 2001 ocurren a raíz de los atentados del 11 de septiembre de 2001, con cartas contaminadas con ántrax enviadas a ABC News, CBS News, NBC News y The New York Post, todos en la ciudad de Nueva York, así como al National Enquirer en Boca Ratón, Florida. Dos cartas adicionales (con un mayor grado de carbunco) fueron enviados el 9 de octubre de 2001, a los senadores Tom Daschle y Patrick Leahy, en Washington. Veintidós personas fueron infectadas, y cinco murieron. En 2008, la investigación del hecho se centró en Bruce Ivins, quien luego se suicidó, cuándo intentaban averiguar si Bruce trabajó solo.
Miller fue la única reportera de los grandes medios de comunicación de los Estados Unidos, y del The New York Times, en ser víctima de una carta falsa de carbunco en el otoño de 2001. Miller había informado sobre las amenazas biológicas y tenía en coautoría, con Stephen Engelberg y William Broad, un libro sobre el bioterrorismo, Germs: Biological Weapons and America's Secret War que fue publicado el 2 de octubre de 2001. 
Miller fue coautora de un artículo sobre los planes del Pentágono para desarrollar una versión más potente del carbunco como arma, "U.S. Germ Warfare Research Pushes Treaty Limits", publicado en el The New York Times el 4 de septiembre de 2001, semanas antes de que los primeros envíos de carbunco. Miller también participó en una simulación de ataque bioterrorista de alto nivel en Oklahoma City realizado el 22 y 23 de junio de 2001, denominado "Operation Dark Winter"; su papel era de reportera y observadora.

### Allanamiento de la Fundación Tierra Santa
Poco después de los ataques terroristas del 11 de septiembre, el gobierno de Estados Unidos estaba considerando la adición de la Fundación Tierra Santa a una lista de organizaciones con supuestos vínculos con el terrorismo y tenía la intención de registrar los locales de la organización. La información sobre la incursión inminente la obtuvo Miller gracias a una fuente confidencial. El 3 de diciembre de 2001, Miller llamó por teléfono a la Fundación Tierra Santa para hacer comentarios, y el New York Times publicó un artículo en el periódico de la tarde y en su página web ese día. Al día siguiente, el gobierno intervino las oficinas de la FTS. Estos hechos dieron lugar a una demanda presentada por el procurador general de los Estados Unidos Alberto R. Gonzales, cuando los fiscales afirmaron que Miller y su colega Philip Shenon habían consultado a esta caridad islámica, de manera que les hizo conscientes de los allanamientos previstos.

### Guerra de Irak
En el New York Times, Miller escribió sobre temas de seguridad, en especial sobre Irak y las armas de destrucción masiva. Más tarde, resultó que muchas de estas historias se habían basado en información errónea. El 7 de septiembre de 2002, Miller y su colega periodista del New York Times Michael R. Gordon informó de la interceptación de tubos metálicos con destino a Irak. Su historia de primera plana citó sin nombres a "funcionarios estadounidenses" y "expertos en inteligencia estadounidenses" que dijeron que los tubos fueron destinados a ser utilizados para enriquecer el material nuclear, y otras citas sin nombre, llamados como "funcionarios de la administración Bush", afirmaban que en los últimos meses, Irak "intensificó su búsqueda de armas nucleares y se ha embarcado en una búsqueda mundial de materiales para hacer una bomba atómica". Miller añadió:

Mr. Hussein's dogged insistence on pursuing his nuclear ambitions, along with what defectors described in interviews as Iraq's push to improve and expand Baghdad's chemical and biological arsenals, have brought Iraq and the United States to the brink of war.
La obstinada insistencia de Hussein en perseguir sus ambiciones nucleares, junto con lo que los desertores describen en las entrevistas como el impulso de Irak para mejorar y ampliar los arsenales químicos y biológicos de Bagdad, han traído a Irak y Estados Unidos al borde de la guerra.
Judith Miller, «U.S. Says Hussein Intensifies Quest for A-Bomb Parts»

Poco después de que se publicó el artículo de Miller, Condoleezza Rice, Colin Powell y Donald Rumsfeld aparecieron en televisión y apoyaron la posición y la historia de Miller. Según el resumen del New York Review of Books, "en los próximos meses, los tubos se convertirían en un pilar fundamental en el caso de la administración para la guerra, y el Times ha desempeñado un papel fundamental en la legitimación de la misma." Miller dijo después de la controversia: "Mi trabajo no es evaluar la información del gobierno y ser una analista de inteligencia independiente. Mi trabajo es decirle a los lectores del New York Times lo que el gobierno pensó del arsenal de Irak".
En un artículo de abril del 2003 del New York Times Miller informó, sobre la base de las declaraciones de la unidad militar en la que ella estaba integrada, sobre las afirmaciones de un científico iraquí de que Irak había guardado las armas biológicas y químicas justo antes de la invasión. Esta vez fue ampliamente reiterada por la prensa. "Bueno, creo que encontraron algo más que un arma humeante", dijo Miller en The NewsHour with Jim Lehrer. "Lo que han encontrado es una bala de plata con la forma de una persona, un individuo iraquí, un científico, como nosotros lo hemos llamado, que realmente trabajó en los programas, que los conoce de primera mano, y que ha llevado a las personas del MET Alpha a algunas conclusiones bastante sorprendentes."
El 26 de mayo de 2004, una semana después de que supuestamente el gobierno de Estados Unidos rompiera relaciones con Ahmed Chalabi, un editor del Times reconoció que algunas noticias de cobertura de ese periódico en el período previo a la guerra se había confiado demasiado en Chalabi y otros exiliados iraquíes empeñados en cambiar el régimen. Asimismo, ha lamentado que "la información que era controvertida se dejó en reposo sin respuesta", sin embargo, la editorial rechazó explícitamente "culpar a los periodistas individualmente".
Miller reaccionó airada a las críticas de sus informes antes de la guerra. En un 27 de mayo de 2004 en un artículo de Salon, publicado el día después del mea culpa del Times, James C. Moore la citó: "¿Sabes qué... me demostré como una puta derecha. Eso es lo que pasó. Las personas que no estaban de acuerdo conmigo estaban diciendo, 'Ahí va otra vez.' Pero me evidencie como una puta derecha." Esta cita sucedió en relación con otra nota de Miller, en la que indicó que los remolques que se encuentran en Irak habían demostrado ser laboratorios de armamento móviles. Sin embargo, más tarde asumió también que se había equivocado. Se alegó posteriormente en Editor & Publisher de que, mientras que la presentación de informes de Miller "con frecuencia no cumple con las normas de publicación de Times", no fue sancionada y relativamente se le dio rienda libre porque ella constantemente entregaba una primicia para la portada del periódico con fuentes de alto rango.
El editor público Byron Calame escribió: "La sra. Miller aún puede ser mejor conocida por su papel en una serie de artículos del Times en 2002 y 2003 que sugieren fuertemente que Saddam Hussein ya tenía o adquirió un arsenal de armas de destrucción masiva... Muchos de esos artículos resultaron ser inexactos... Los problemas de cara a ella dentro y fuera de la sala de redacción hará que sea difícil para ella volver al trabajo como reportera."
Dos semanas más tarde, Miller negoció un paquete de indemnización privado con el editor de Times Arthur Ochs Sulzberger, Jr. Ella impugnó las afirmaciones de Calame y no dio ningún motivo para defender su trabajo, pero citó dificultades para realizar su trabajo con eficacia después de haberse convertido en una parte integral de las historias que fue enviada a cubrir.

## Negativa a revelar la fuente
En julio de 2005, varios meses antes de su renuncia del New York Times en noviembre de 2005, Miller fue encarcelada por desacato al negarse a testificar ante un gran jurado federal que investigaba la fuga de información en el caso Plame. Aunque Miller nunca escribió sobre Plame, se cree que estaba en posesión de pruebas pertinentes sobre la investigación de la filtración. De acuerdo a una citación, Miller se reunió con un funcionario gubernamental no identificado, revelado más tarde como I. Lewis "Scooter" Libby, jefe de personal del vicepresidente Dick Cheney, el 8 de julio de 2003. La identidad de Victoria Plame como parte de la CIA se divulgó públicamente en una columna del comentarista político conservador Robert Novak el 14 de julio de 2003. Novak dijo que la información no le llegó por parte de Libby, sino que de Richard Armitage del Departamento de Estado.
El 16 de julio de 2005, el diario The Washington Post informó que Miller podría enfrentar cargos de desacato, que pueden haber aumentado su tiempo en la cárcel por seis meses después de los cuatro meses previstos. Washington Post también sugirió que el fiscal especial Patrick Fitzgerald estaba particularmente interesado en escuchar la versión de Miller sobre su encuentro con Libby. Documentos presentados por Fitzgerald alegaron que el desafío de Miller a la corte constituye un delito. El 29 de septiembre de 2005, después de pasar 85 días en la cárcel, Miller fue puesta en libertad después de una llamada telefónica con Libby. Se ha confirmado la liberación de confidencialidad. Bajo juramento, Miller fue interrogada por Fitzgerald ante un gran jurado federal el día siguiente al 30 de septiembre de 2005, pero no fue liberada de los cargos de desacato hasta después de testificar de nuevo el 12 de octubre.
Para su segunda aparición en el gran jurado, Miller hizo un bloc de notas de una reunión previa no revelado con Libby el 23 de junio de 2003. Este sucedió varias semanas antes de la publicación de la noticia escrita por Joseph C. Wilson en el New York Times. Esto crearía la teoría de que Libby estaba tomando represalias contra Wilson por su participación del Times. Según las notas de Miller de la reunión anterior, Libby reveló que la esposa de Joseph Wilson era una empleada de la CIA involucrada en el viaje de su marido a Níger. En el cuaderno de Miller del 8 de julio de 2003, la reunión con Libby contiene el nombre de "Valerie Llama [sic]". Esta referencia se produjo seis días antes de que Novak publicara el nombre de Plame y la descubra como una agente de la CIA.
La consideración de Miller en el gran jurado fue la base de su último artículo en el Times. Miller testificó como testigo el 30 de enero de 2007, en el juicio de Scooter Libby, que comenzó en enero de 2007. El juicio terminó el 6 de marzo de 2007, con la condena de Libby con cuatro de los cinco cargos, aunque ninguno de los mismos tenían relación con revelar el nombre de Plame a los medios de comunicación. The New York Times publicó un relato en primera persona de Miller, "Mis cuatro horas testificando en la Sala del Gran Jurado Federal", el 16 de octubre de 2005. Miller afirmó que no podía recordar quién fue el que le dio el nombre de "Valerie Plame", pero estaba segura de que no fue Libby. Armitage, quién en realidad fue la fuente de la fuga, nunca fue acusado.

## Periodista independiente y autora
Desde que dejó el New York Times, Miller ha continuado su trabajo como escritora en Manhattan y ha contribuido con varios artículos de opinión al The Wall Street Journal. El 16 de mayo de 2006 se resume sus investigaciones sobre la política exterior estadounidense respecto al desmantelamiento de los programas de armas de Libia en un ensayo que le abarcó dos días.
El 17 de mayo de 2006, NavySEALs.com y MediaChannel.org publicaron una entrevista exclusiva con Miller en la que se detalla cómo el ataque contra el Cole le llevó a investigar al Al Qaeda y, en julio de 2001, con información de una fuente de alto nivel de la Casa Blanca con relación a la inteligencia de señales llevado a cabo por la NSA hablaban sobre un inminente ataque del Al Qaeda, es posible que contra el territorio continental de Estados Unidos. Dos meses después, el 11 de septiembre, Miller y su editor en el Times, Stephen Engelberg, se lamentaron tanto no haber escrito la nota.
El 7 de septiembre de 2007, fue contratada como investigadora adjunto del Instituto Manhattan de Investigación de Políticas, un think tank neoconservador. Sus tareas incluyen ser una editora colaboradora de la publicación de la organización, City Journal. El 20 de octubre de 2008, Fox News anunció que había contratado a Miller.

## La Guerra de Irak revisitada
El 3 de abril de 2015, The Wall Street Journal publicó un artículo de opinión de Miller en la que defendió su comportamiento durante el período previo a la guerra en Irak, así como la postura de la administración Bush y las decisiones con respecto a la guerra. Escribió: "Los funcionarios [de la administración Bush] no mentían, y no se alimentó una línea".
Los críticos escribieron que "el periodismo de guerra de Miller fue desastrosamente malo, y ahora ella está tratando desesperadamente de tirar todo por la borda", mientras que Valerie Plame comentó que "nadie está acreditando [a Miller] con el inicio de la guerra de Irak", y que Miller estaba "realmente en el equipo que nos llevó al más grande y más trágico debacle de política exterior de los Estados Unidos nunca visto", caracterizando su artículo del Wall Street Journal como un "intento patético e interesado a reescribir la historia."
The Guardian escribió que "en el argumento de que Bush fue víctima de análisis de inteligencia defectuosa, Miller ignora la extensa muestra de informes de que el gobierno de Bush estaba haciendo planes para una invasión de Irak antes de la aparición de la inteligencia usada para justificarlo."
Mientras que otros, se centraron en lo que ellos denominan como imprecisiones, como la afirmación de Miller que "Hans Blix, ex jefe de los inspectores de armamento internacional, tiene alguna responsabilidad [de la guerra]", porque él "dijo a la ONU en enero de 2003 que, a pesar del ultimátum de América, Saddam aún no cumple plenamente con sus compromisos con la ONU." Sus críticos señalaron que, aunque de hecho Blix informó que "Irak no cumplía plenamente", también informó de que Irak "cooperaba en gran medida con respecto al proceso", y "dejando muy en claro, en una entrevista publicada en The New York Times, que nada de lo que había visto en el momento justificó la guerra ", una entrevista tomada por la misma Miller.